# قسموس شفنري
قسموس شفنري (الاسم العلمي:Cosmos schaffneri) هو نوع من النباتات يتبع جنس القسموس من الفصيلة النجمية.